# أمريكان آيدول
أمريكان آيدول (American Idol) برنامج تلفزيوني بريطاني الأصل، وهو النسخة الأمريكية من سلسلة برامج آيدول (سوبر ستار)، وهو مبن على النسخة البريطانية الأصلية (بوب آيدول). للبرنامج شعبية كبيرة في الولايات المتحدة في الفترة الراهنة. يقوم فيه المتسابقون بالغناء، ويتم تقييمهم من قبل مجموعة معينة، ويقوم المشاهدون بالتصويت لهم. بعد اختيار المتسابقين يتقلص العدد في المراحل النهائية من البرنامج، ثم يخرج الخاسرون تدريجياً. للبرنامج 11 مواسم . يعرض أسبوعياً.
يقيم المشاركين ثلاث أعضاء هم موسيقيون معروفون: جينيفر لوبيز وراندي جاكسون وستيفن تيلور. مقدم البرنامج اسمه رايان سيكرست. يعرض البرنامج في شبكة فوكس التلفزيونية. الفائزون في الأجزاء الثمانية السابقة: كيلي كلاركسون (2002)، روبن ستودارد (2003)، فانتيجيا بارينو (2004)، كيري أندروود (2005)، تيلور هيكس (2006)، جوردون سباركس (2007)، ديفيد كوك (2008)، كريس ألن (2009), لي ديويزي (2010),سكوتي مكريي (2011).

## الارباح
هذا البرنامج تصدر قائمة الأكثر ربحية في تلفزيون الولايات المتحدة لسنوات عديدة. وقدرت الارباح نحو 900 مليون دولار لعام 2004 من خلال مبيعات الإعلانات التلفزيونية، والألبومات، والبضائع وتذاكر الحفل.
تم بيع الاعلانات بسعر أكثر من 700000 $ لمدة 30 ثانية، وتصل إلى 1.3 مليون دولار في النهائيات. وصلت أسعار الإعلانات في الموسم السابع إلى 737,000 $. وقدرت الإيرادات بأكثر من الضعف حيث جلبت 404 مليون دولار في الموسم الثالث و 870 مليون دولار في الموسم السادس.
وكانت شركة فورد للسيارات وكوكا كولا اثنين من مقدمي مشروع القرار الأول لرعاية أمريكان أيدول في موسمه الأول. تكلفة صفقة الرعاية بلغت حوالي 10 ملايين دولار في موسم واحد، ارتفعت إلى 35 مليون دولار هذا الموسم السابع، وبين 50 مليون دولار و 60 مليون دولار في موسم العاشر. والراعي الرئيسي الثالث هو شركة الاتصالات AT & T التي انضمت في الموسم الثاني.

## وصلات خارجية
- أمريكان آيدول على موقع IMDb (الإنجليزية)
- أمريكان آيدول على موقع ميتاكريتيك (الإنجليزية)
- أمريكان آيدول على موقع الموسوعة البريطانية (الإنجليزية)
- أمريكان آيدول على موقع روتن توميتوز (الإنجليزية)
- أمريكان آيدول على موقع ميوزك برينز (الإنجليزية)
- أمريكان آيدول على موقع كينوبويسك (الروسية)
- أمريكان آيدول على موقع ميوزك برينز (الإنجليزية)
- أمريكان آيدول على موقع قاعدة بيانات الفيلم (الإنجليزية)
- الموقع الرسمي